# Paraturbanella africana
Paraturbanella africana is een buikharige uit de familie van de Turbanellidae. De wetenschappelijke naam van de soort werd voor het eerst geldig gepubliceerd in 2017 door Todaro, Dal Zotto, Bownes en Perissinotto.